# Hemilienardia thyridota
Hemilienardia thyridota é uma espécie de gastrópode do gênero Hemilienardia, pertencente a família Raphitomidae.